# Лесоучасток Саранная
Лесоучасток Саранная — населённый пункт в Балейском районе Забайкальского края России. Входит в состав сельского поселения «Нижнекокуйское».

## География
Населённый пункт находится в южной части района, на расстоянии примерно 15 км (по прямой) к югу от города Балей, административного центра района. 
Климат
Климат характеризуется как резко континентальный с продолжительной холодной малоснежной зимой. Абсолютный минимум температуры воздуха самого холодного месяца (января) составляет −45,5 °C; абсолютный максимум самого тёплого месяца (июля) — 39,2 °C. Среднегодовое количество атмосферных осадков составляет 308,3 мм.
Часовой пояс
Лесоучасток Саранная находится в часовой зоне МСК+6. Смещение применяемого времени относительно UTC составляет +9:00.

## Население
| 1989 | 2002 | 2010 | 2021 |
| ---- | ---- | ---- | ---- |
| 312  | ↘256 | ↘195 | ↘154 |

Национальный состав
Согласно результатам переписи 2002 года, в национальной структуре населения русские составляли 100 % из 256 чел.  

## Инфраструктура
В лесоучастке есть основная школа и фельдшерско-акушерский пункт.